# H.N.I.C.
H.N.I.C. is het eerste solo studioalbum van de Amerikaanse rapper en Mobb Deep-lid, Prodigy. H.N.I.C. staat voor Head Nigga In Charge. Na verscheidene successen met Mobb Deep, besloten Prodigy & Havoc een korte pauze in te lassen. Prodigy kwam in deze pauze met dit debuutalbum.

## Kritieken
H.N.I.C. bereikte op haar piek een 18e plaats in de Amerikaanse Billboard 200. Van Vibe magazine en HipHopDX kreeg het album 4 van de 5 sterren, terwijl Allmusic 3 van de 5 sterren toekende. 

## Tracklist
| Nr. | Titel                                          | Producer(s)                              | Duur |
| --- | ---------------------------------------------- | ---------------------------------------- | ---- |
| 1.  | Bars & Hooks (Intro)                           | Prodigy                                  | 1:19 |
| 2.  | Genesis                                        | Prodigy                                  | 2:49 |
| 3.  | Drive Thru (skit)                              | Prodigy                                  | 0:16 |
| 4.  | Rock Dat                                       | Bink Dawg                                | 4:21 |
| 5.  | What U Rep (featuring N.O.R.E.)                | Hangmen 3                                | 4:32 |
| 6.  | Keep It Thoro                                  | The Alchemist                            | 3:05 |
| 7.  | Can't Complain                                 | Prodigy                                  | 4:19 |
| 8.  | Infamous Minded (featuring Big Noyd)           | Robert Kirkland                          | 3:27 |
| 9.  | Wanna Be Thugs (featuring Havoc)               | Havoc                                    | 2:50 |
| 10. | Three (featuring Cormega)                      | The Alchemist                            | 2:20 |
| 11. | Delt with the Bullshit (featuring Havoc)       | Havoc                                    | 3:22 |
| 12. | Trials of Love (featuring B.K.)                | The Alchemist                            | 3:50 |
| 13. | H.N.I.C.                                       | EZ Elpee                                 | 3:03 |
| 14. | Be Cool (skit)                                 | Prodigy                                  | 0:16 |
| 15. | Veteran's Memorial                             | The Alchemist                            | 4:56 |
| 16. | Do It (featuring Mike Delorean)                | Rockwilder                               | 3:20 |
| 17. | Littles (skit) (featuring Littles & Big Noyd)) | Prodigy                                  | 1:19 |
| 18. | Y.B.E. (featuring B.G.)                        | Nashiem Myrick, Prodigy, Stephen Dorsain | 4:21 |
| 19. | Diamond (featuring Bars & Hooks)               | Just Blaze                               | 4:05 |
| 20. | Gun Play (featuring Big Noyd)                  | Rockwilder                               | 4:44 |
| 21. | You Can Never Feel My Pain                     | Ric Rude                                 | 3:27 |
| 22. | H.N.I.C. (Outro)                               | Prodigy                                  | 0:18 |